# Прокоп'єв Максим Прокіпович
Проко́п'єв Макси́м Про́кіпович (29 січня 1884, с. Нир'я — 30 червня 1919, м. Кунгур) — удмуртський поет, громадський діяч.

## Біографія
Народився в селі Нир'я, нині Кукморського району Татарстану. В 1902 році закінчив Казанську чужорідну вчительську семінарію. Працював вчителем в селах Кіабак, Каймабаш, Канли (нині Башкортостан), Пічи-Гондир (нині Пермський край). В 1914—1918 роках перебував на фронті першої світової війни. З 1917 року член РКП(б). Після мобілізації та повернення на батьківщину організував Перший Всеросійський з'їзд удмуртів — в червні 1918 року в місті Єлабуга; та Другий — в березні 1919 року в місті Сарапул. З червня 1919 року очолював Вотське відділення Наркомнаца РРФСР. У зв'язку з наступом Колчака на Перм і виникнення загрози для Східного фронту пішов добровольцем в Червону армію. Загинув у розвідці.

## Творчість
Перший твір «Поп но визьтэм» («Піп та балда») являє собою вільний переклад пушкінської «Казки про попа і наймита його Балду». Перша та остання прижиттєва збірка віршів та публіцистичних статей «Максимлэн гожтэмез» («Написане Максимом») вийшла в місті Оса в 1919 році. Основний його наклад був знищений вороже налаштованими мусульманськими фанатиками, єдиний екземпляр зберігся в бібліотеці Удмуртського інституту історії, мови та літератури УрВ РАН. Низка дореволюційних віршів написав на християнські мотиви. Він заклав основи удмуртської політичної лірики та публіцистики. Більшість віршів та статей перекладені з казансько-єлабузького діалекту на сучасну удмуртську літературну мову Петром Поздеєвим. Про долю та особу Прокоп'єва був створений телефільм «Визыл» («Бистрина», сценарій Петра Поздеєва, режисер Іван Данилов, в головній ролі Сергій Марков, 1984) та А.Нікітіним написана документальна повість «Максим». Прокоп'єв ще до революції переклав на удмуртську мову і поширив в листівках «Інтернаціонал», склав перший проект Конституції та мапу майбутньої удмуртської держави.

### Твори
- Калык шорын: Кылбуръёс, статьяос, гожтэтъёс. Ижевск, 1979.